# بنجامين جودفيلو
كان بنجامين جودفيلو (12 يناير 1864 - 11 يونيو 1946) محاميًا وجامع طوابع بريطانيًا، وقّع على قائمة رابطة هواة جمع الطوابع المتميزين عام 1923.
كان جودفيلو متخصصًا في طوابع بلاد فارس، وجزيرة الأمير إدوارد، ونيوزيلندا، والنرويج. ترجم أعمال يوستوس أندرسن المتعلقة بطوابع النرويج.